# Bolszyje Uki
Bolszyje Uki (ros. Большие Уки) – wieś (sieło) w Rosji, w obwodzie omskim, ośrodek administracyjny rejonu bolszeukowskiego. W 2010 liczyła 4157 mieszkańców.